# بيت تافيل
آل تافيل ، هي قبيلة كردية نبيلة، يعود تاريخها إلى القرن السابع الميلادي .   كانوا معروفين بلقب " شيخ "، وهو لقب يُستخدم للدلالة على زعيم جماعة. ولا يزال أبرز أفراد العائلة الذكور يستخدمون هذا اللقب حتى الان.

## اسم
اسم العائلة مشتق من اسم السلاطين العثمانيين القدماء لقرية تاويله . أصبح شيوخ تاويل شيوخًا حاكمين لمنطقتهم، ويحملون حتى اليوم حق استخدام لقب الشيخ. ويُطلق عليهم أيضًا شيوخ تاويل، أو عائلة سراج الدين، أو شيوخ هورامان . 

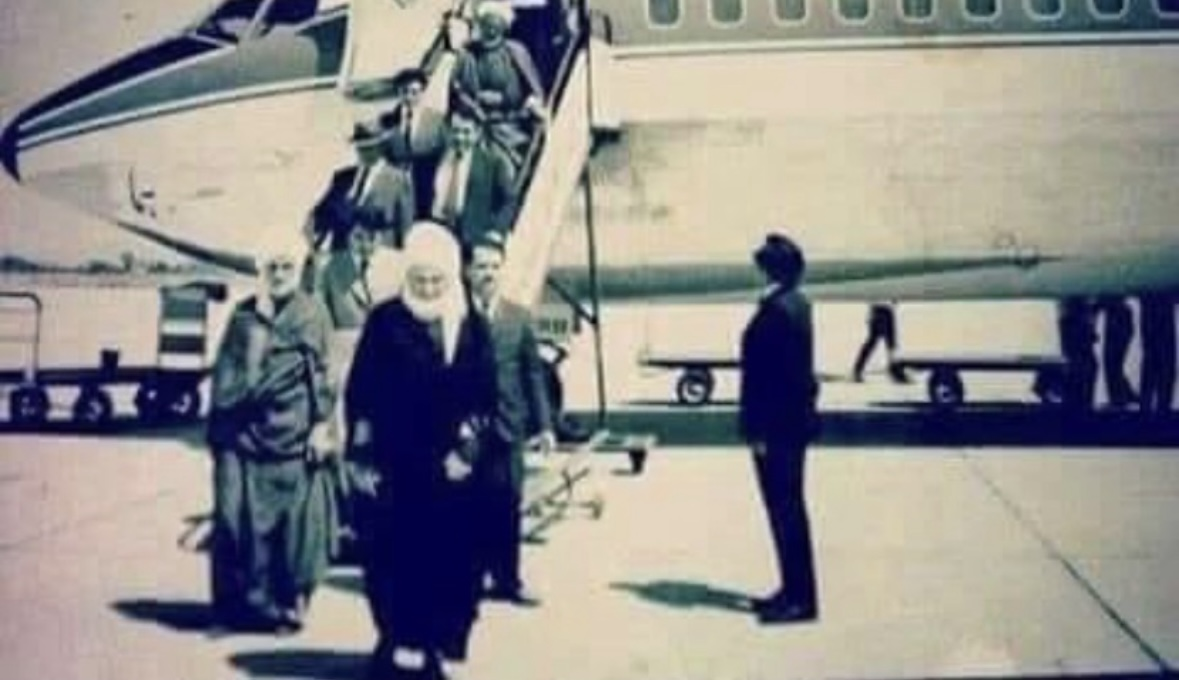
الشيخ يصل إلى اسطنبول

## النسب

### فرع الحسامي
خالد بك (1756-1821)
الشيخ عثمان سراج الدين النقشبندي (1781-1867)
الشيخ محمد بهاء الدين (1836-1881)
الشيخ علي حسام الدين النقشبندي (1861-1939)
الشيخ جعفر محمد عثمان (1863-1927)
الشيخ صاحب هسامي النقشبندي (1888- 1930)

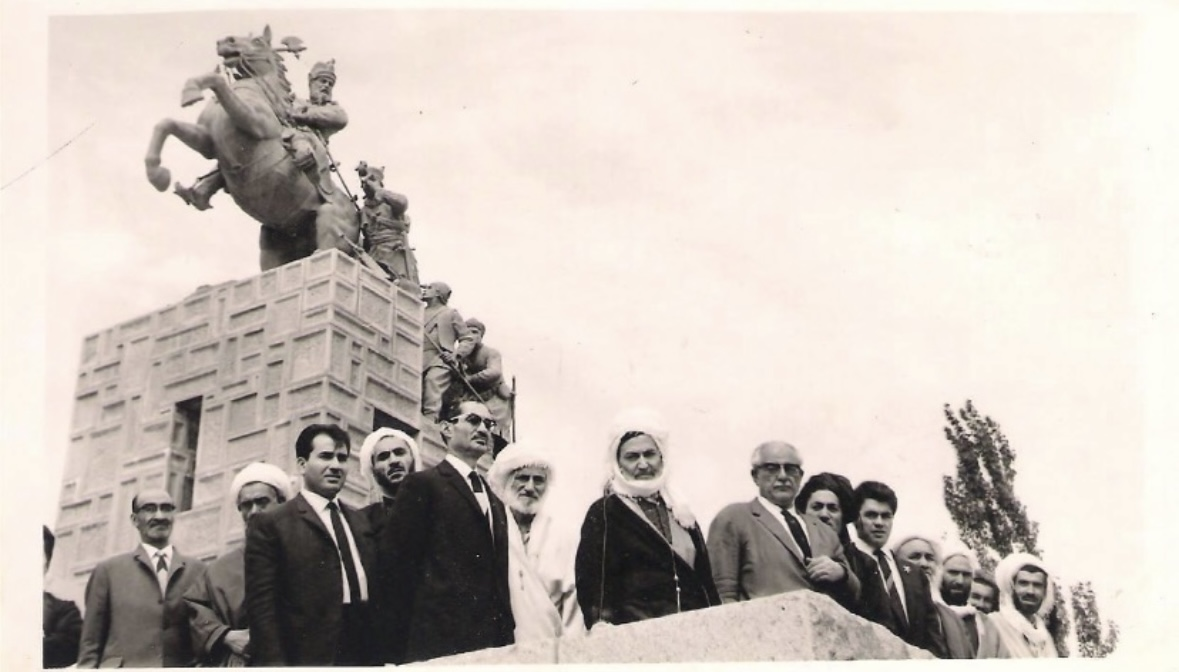
الشيخ عثمان مع وزراء الحكومة التركية

الشيخ جواد هسامي (1936-2015)
- الشيخ أرماند هسامي (مواليد 1973)
رودريغو هيسامي (ب.1998)

## الوضع الاجتماعي والروابط السياسية
كان لشيوخ تافيل علاقات مع سلاطين الدولة العثمانية . وبسبب نفوذهم في كردستان ، كان لديهم عدد كبير من الأتباع انذاك. وقد قدموا الدعم العسكري للسلاطين العثمانيين .   ومن الأمثلة على ذلك خلال الحرب القائمة بين الدولة العثمانية وروسيا، حيث أرسل شيوخ تافيل آلاف الأشخاص للمساندة . 
اكتسب شيوخ تافيل الشهرة من خلال الإمبراطورية العثمانية والإمبراطورية القاجارية ( إيران الحالية).  لقد دعموا وروجوا للتميز الأخلاقي، وزرعوا مئات الأشجار، وزرعوا الحدائق، وحظروا قطع الأشجار في جميع أنحاء أراضيهم. 
ويوضح سيسيل جون إدموندز ، من المخابرات البريطانية في ذلك الوقت، في كتابه: 

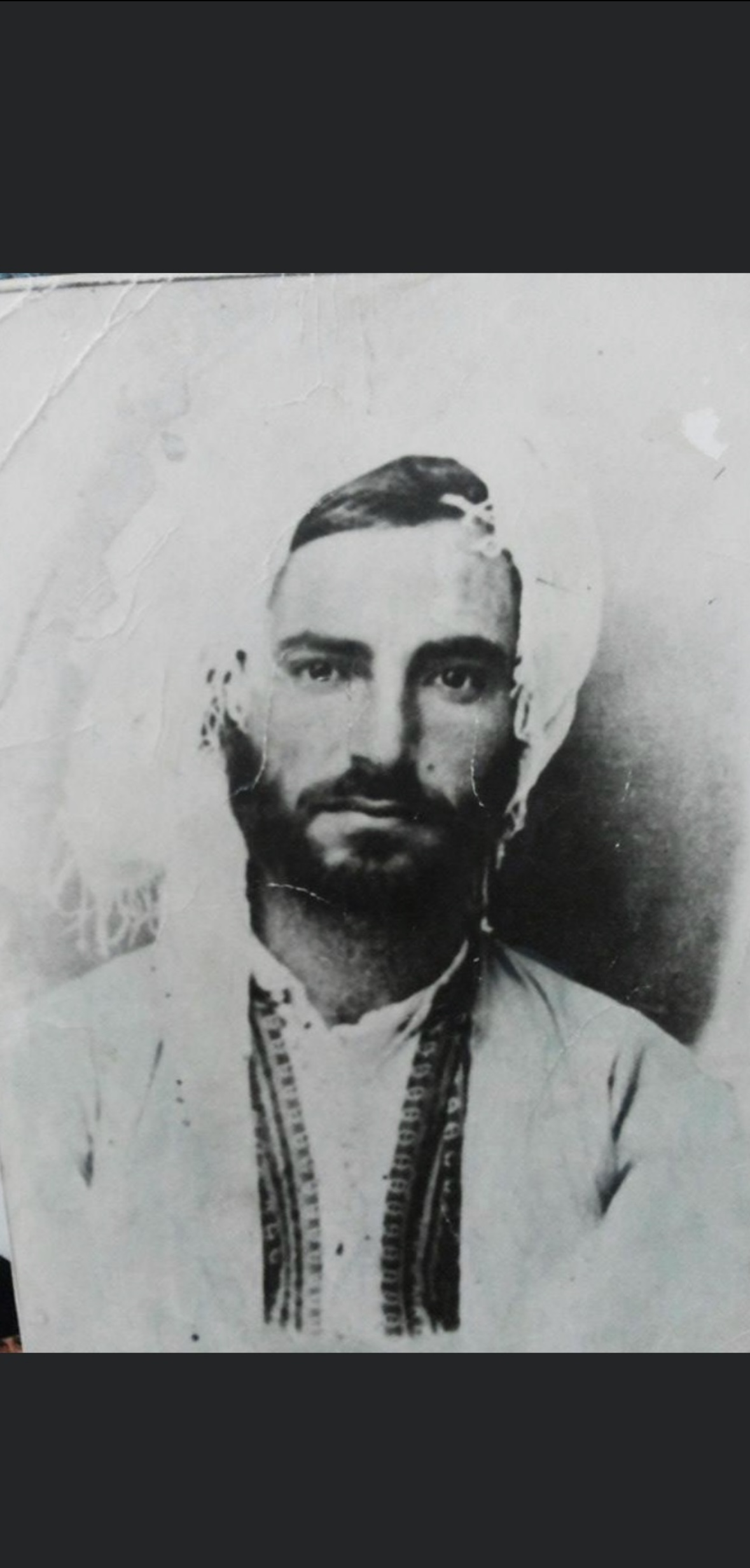
الشيخ عثمان (شاب)

 

## أفراد العائلة البارزين
ومن بين أبرز أفراد العائلة:
- عثمان سراج الدين النقشبندي
- الشيخ علي حسام الدين النقشبندي
- محمد بهاء الدين التافيلي
- محمد عثمان سراج الدين
- عمر ضياء الدين التافيلي
- أحمد شمس الدين التافيلي
- محمد علاء الدين التافيلي
- الشيخ جواد حسامي

## القرى
أنشأت عائلة تافيل قرى:
- بهاكون (أسس هذه القرية الشيخ علي حسام الدين النقشبندي ، وأصبحت معروفة بمكان سلامه. وهي الآن موقع قبرهُ).
- تيبكل ( يقع هذا النزل بالقرب من نهر زالام في قرية تيبكل).
- غلب (أنشأها محمد بهاء الدين . وبعد وفاته قام الشيخ علي حسام الدين النقشبندي بتوسيعها). [10]

## شجرة العائلة

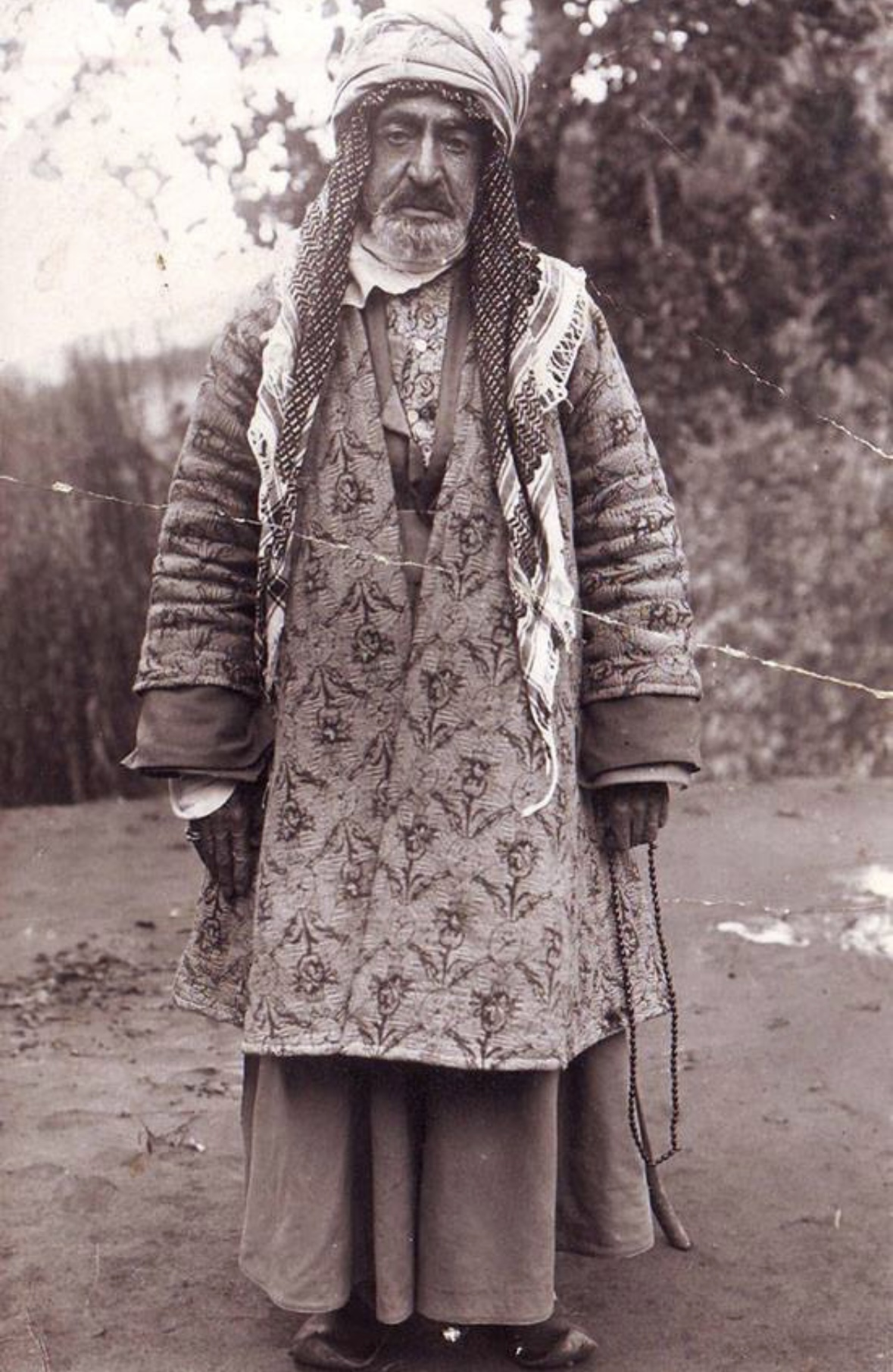
الشيخ علي هسامي في قرية باهاكون

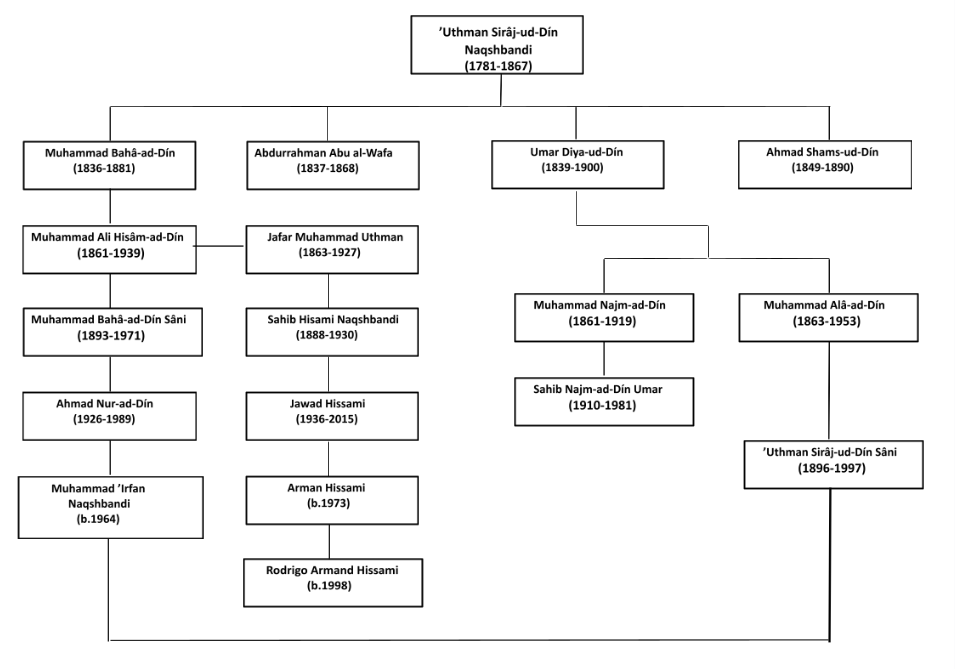
شجرة عائلة شيوخ تافيل

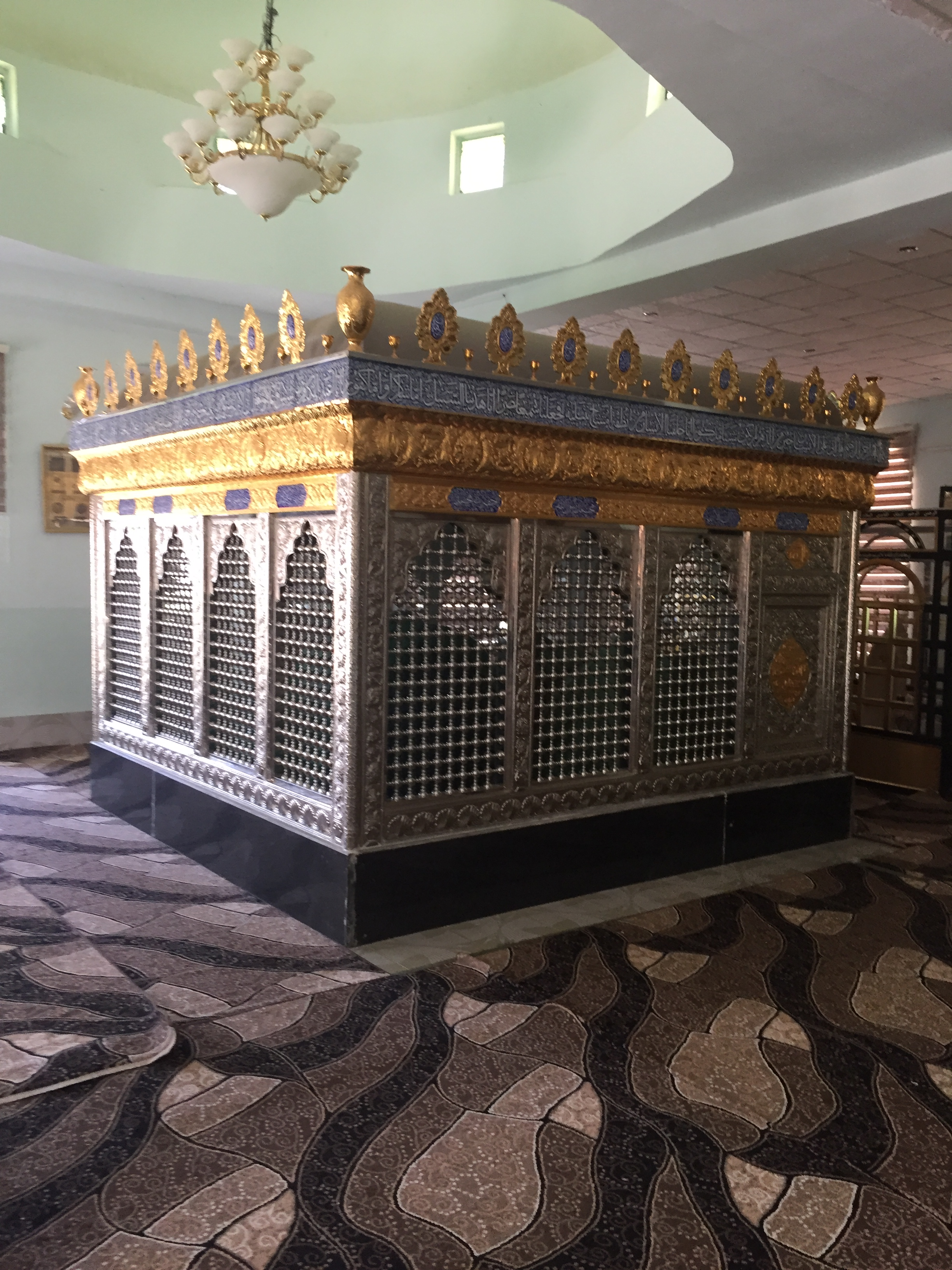
مقام الشيخ علي حسام الدين في قرية بهاكون

شجرة عائلة شيوخ التافيل   